# Evening Shade (Oklahoma)
Evening Shade es un lugar designado por el censo ubicado en el condado de Sequoyah en el estado estadounidense de Oklahoma. En el Censo de 2010 tenía una población de 359 habitantes y una densidad poblacional de 26,83 personas por km².

## Geografía
Evening Shade se encuentra ubicado en las coordenadas 35°37′16″N 94°54′19″O / 35.620973, -94.905374. Según la Oficina del Censo de los Estados Unidos, Evening Shade tiene una superficie total de 13,383 mi² (34,7 km²), de la cual 13,318 mi² (34,5 km²) corresponden a tierra firme y 0,065 mi² (0,2 km²) es agua.

## Demografía
Según el censo de 2010, había 359 personas residiendo en Evening Shade. La densidad de población era de 26,83 hab./km². De los 359 habitantes de Evening Shade, 224 eran blancos, 0 eran afroamericanos, 90 eran amerindios, 0 eran asiáticos,  eran isleños del Pacífico, 1 eran de otras razas y 44 pertenecían a dos o más razas. Del total de la población 3 eran hispanos o latinos de cualquier raza.